# Libye (mythologie)
Pour les articles homonymes, voir Libye (homonymie).

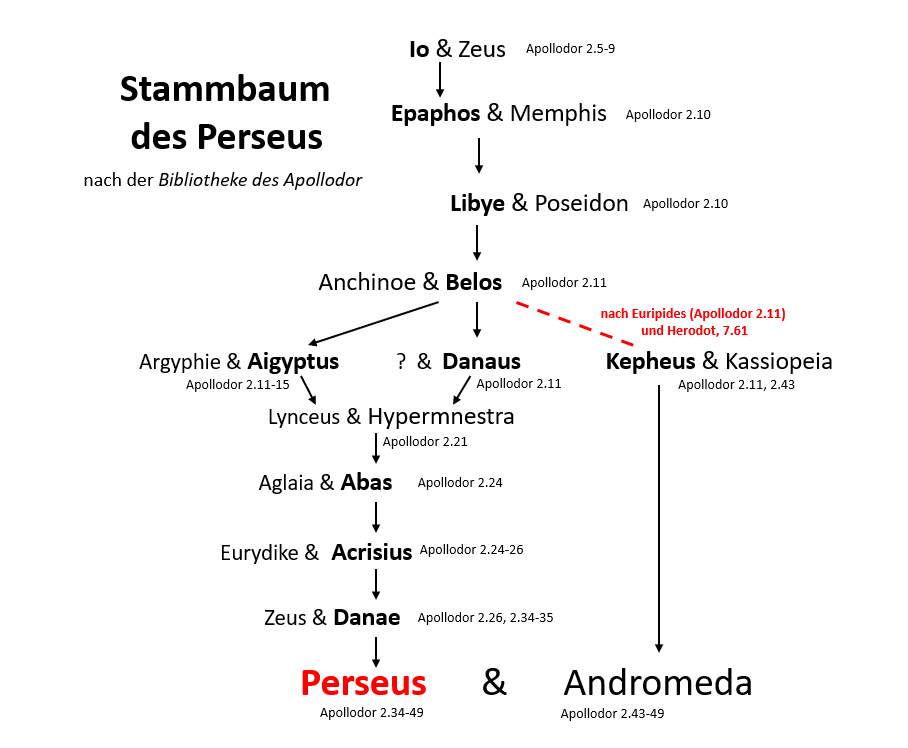
Arbre généalogique de Persée et Andromède.

Dans la mythologie grecque, Libye est la fille d'Épaphos et de Memphis. Elle personnifiait la terre de la Libye antique en Afrique du Nord, d’où vient le nom de la Libye moderne.
Selon Isocrate, elle est la première entre toutes les femmes qui, ayant possédé un royaume, a donné son nom au territoire qu'elle gouvernait : la « Libye antique » (le territoire des peuples libyques à l'ouest de l'Égypte).

## Famille
Libye est la fille d'Épaphos et de Memphis. 
Elle fut aimée par Poséidon, de qui elle eut Agénor, (roi de Phénicie), Bélos (roi d'Égypte) et Lélex (roi de Mégaride).
Libye est également la mère de Calliste par Triton.
Dans les Fables d'Hygin, Libye était appelée la fille de Palamède (corrigé en Épaphos), qui a engendré Libys par Hermès.